# Jezus w judaizmie
Treść tego artykułu może nie być zgodna z zasadami neutralnego punktu widzenia.
Dokładniejsze informacje o tym, co należy poprawić, być może znajdują się w dyskusji tego artykułu.
 Po wyeliminowaniu niedoskonałości należy usunąć szablon {{Dopracować}} z tego artykułu.
Artykuł analizuje podstawowe poglądy teologów i historyków judaizmu od I wieku n.e. do dzisiaj. Judaizm, jako religia znacznie starsza od chrześcijaństwa i o ustalonej, względnie spójnej tradycji, niewiele uwagi poświęca postaci i misji Jezusa.
Dla wyznawców judaizmu Jezus (Jeszua, Jeiszu) lub Nazarejczyk (Ha Nocri) nie jest Mesjaszem, jego poglądy i misja, według judaizmu rabinicznego (talmudycznego), nie są zgodne z przepowiedniami proroków; herezją jest dogmat o boskości Jezusa jako jednej z 3 Osób Trójcy Świętej, nazywanie Synem Bożym lub przypisywanie Jezusowi roli pośrednika między Bogiem i ludźmi. W przeciwieństwie do islamu, judaizm nie uznaje żadnego aspektu działalności Jezusa i nie uważa go za proroka.
Niektórzy teolodzy judaizmu wątpią, że Jezus był postacią realną i historyczną. Z drugiej strony natomiast wskazać można takich myślicieli judaizmu, którzy na postać Jezusa spoglądali w pewnym sensie bardziej przychylnie. I tak np. Majmonides w Miszne tora twierdził, iż Jezus niejako przygotowywał drogę dla właściwego Mesjasza (Hilchot melachim u-milchamoteichem 11,4-12). Podobnego zdania był Jakub Emden w komentarzu do traktatu misznaickiego Pirke Awot 4,11, który w Jezusie widział propagatora judaistycznego monoteizmu oraz prawa noachickiego.

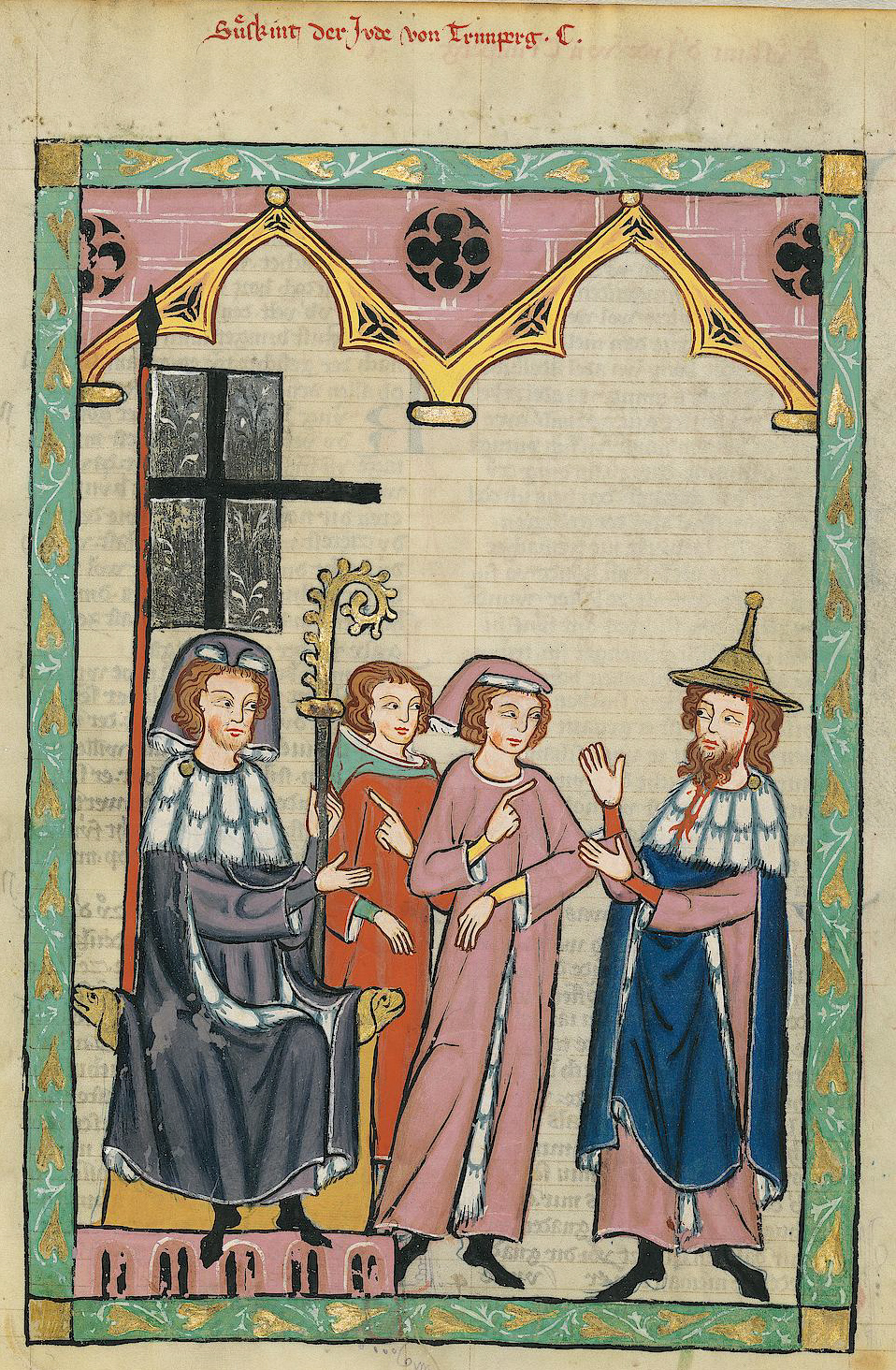
Żyd Süsskind (z prawej) rozmawiający z chrześcijańskim władcą Konstancji (Codex Manesse XIV w.)

## Początki chrześcijaństwa
Według Ewangelii i Dziejów Apostolskich kapłani żydowscy (zdominowani przez rodzinę arcykapłana Annasza) i Saduceusze od początku byli nieprzejednanymi wrogami Jezusa i jego uczniów (Ew. Jana 11:47-50, Dz.Ap. 4:1-7; 5:17-18). Podobne stanowisko zajęli Faryzeusze, najbardziej wpływowe stronnictwo żydowskie, aczkolwiek zdarzały się wśród nich przypadki przychylności (Nikodem – Ew. Jana 3:1-11, r.7:50-52) lub życzliwej neutralności (rabban Gamaliel Starszy, Dz.Ap.5:34-40, zobacz także Dz.Ap. 23:1-9). Jeszcze na przełomie I i II stulecia rabbi Eliezer ben Hurkanos, uczony w Piśmie, nauczył się chrześcijańskiej halachy od judeochrześcijan i przyznawał, że z niej skorzystał, w jego czasach było to już jednak stanowisko odosobnione. Dominowała atmosfera niechęci i wzajemnej wrogości. Oczywiście, nie należy zapominać, że pierwsze pokolenie uczniów Jezusa składało się początkowo wyłącznie z Żydów i prozelitów, potem także z sympatyzujących z judaizmem pogan (w hebr. terminologii synagogalnej – „ger toszaw”, w Nowym Testamencie – „bojących się Boga” – Dz.Ap. 13:16, w.26, r.17:24, r.18:7).
Nie ma pewności, czy najstarsze teksty judaistyczne z początków chrześcijaństwa rzeczywiście odnoszą się do Jezusa, czy są tylko ogólnym określeniem jakiegoś odstępcy od wiary. Dopiero od XII wieku teolodzy judaizmu zaczęli krytycznie analizować postać i misję Jezusa.

### Talmud
Odniesienia do człowieka nazywanego Jeszu (lub Jeiszu) pojawiają się w Talmudzie babilońskim z około VI-VII wieku n.e. i innej klasycznej literaturze religijnej z II do VIII wieku n.e. Nie wiadomo jednak, czy chodziło o Jezusa, ponieważ „Jeszu” stosowano niekiedy jako akronim określenia: jemach szemo wezichro (oby jego imię i pamięć [o nim] zaginęły), używany zwyczajowo wobec wszystkich osób winnych nakłaniania do bałwochwalstwa, herezji i apostazji. Pojawiające się w Talmudzie określenie Ha Nocri (Nazarejczyk) również nie musi wskazywać na Jezusa, lecz być może na jakiegoś innego „proroka” z Nazaretu. Potwierdzają to liczne niezgodności między opisem życia Jeszu a życiorysem Jezusa: np. Jeszu czekał 40 dni na egzekucję, był ukamienowany (nie ukrzyżowany) w Lod (nie w Jerozolimie). Niektórzy myśliciele żydowscy, m.in. Nachmanides i Jehuda Halewi, twierdzili, że Jeszu talmudyczny nie był tożsamy z Jezusem chrześcijaństwa.
Osoba Jeszu (domniemanego Jezusa) została potraktowana w Talmudzie babilońskim, będącym także polemiką i kontrnarracją wobec Nowego Testamentu, marginalnie. Urodził się ze związku pozamałżeńskiego Marii i rzymskiego żołnierza, stacjonującego w Palestynie o imieniu Panthera. Jako syn nie-Żyda, a przede wszystkim owoc zdrady małżeńskiej był osobą wykluczoną, poza plemieniem i nie mógł brać udziału w normalnym życiu społeczności (np. w szeregu ważnych obrzędów).
Jednym z głównych oskarżeń pod adresem Jeszu zawartych w źródłach talmudycznych jest to, że zwiódł lud żydowski. Za pomocą nieczystych sztuczek i praktyk zmusił go, aby za nim podążył. Podobnie uzdrowienia nie były efektem boskości, lecz produktem czarnej magii.
Jako że Jeszu w oczach rabinów był heretykiem i bałwochwalcą, uznali, że zasłużył na śmierć. Przestępstwo popełnił nie według prawa rzymskiego, ale żydowskiego. Dlatego w Talmudzie znalazł się zapis, że to nie Piłat, ale rabini skazali Jeszu na najwyższy i najstraszniejszy przewidziany ówczesnym prawem żydowskim wymiar kary. Został rzekomo ukamienowany, a jego ciało powieszono na drzewie i wystawiono na widok publiczny. Następnie, przed zapadnięciem zmroku zdjęto je z drzewa i pochowano. Według twórców Talmudu zmartwychwstanie nie miało miejsca. Jeszu trafił do piekła, gdzie obok największych wrogów narodu żydowskiego, Tytusa i Balaama, cierpiał wieczyste męki we wrzących ekskrementach.
Mimo to, chrześcijanie na ogół utożsamiali Jeszu z Jezusem i od 1264 wymuszali na Żydach usunięcie tekstów obraźliwych dla chrześcijaństwa. W 1554 bulla papieska nakazała usunięcie z Talmudu i innych tekstów judaistycznych wszystkich odniesień do Jeszu.
Początkowo określenie Nocri oznaczało chrześcijanina, a następnie zaczęto w judaizmie nazywać Jezusa „Jeszu Ha Nocri” („Jeszu Nazarejczyk-Chrześcijanin”). W Talmudzie użyte jest również określenie min (apostata, heretyk), ale nie wiadomo jakiej osoby, ani jakiej sekty dotyczą.

## Średniowiecze

### „Powtórzenie Tory”
Majmonides w swoim dziele „Powtórzenie Tory” („Miszne Tora”) przyznaje, że chrześcijaństwo i islam poniekąd wspomagały judaizm w niesieniu światu pogańskiemu światła wiary. Twierdzi on, że stało się tak „z woli Boga”, który chciał doświadczyć „naród wybrany”. Wszystkie te sprawy, dotyczące Jezusa z Nazaretu i idącego po nim Ismaelity (czyli Mahometa) miały tylko przygotować drogę Mesjaszowi oraz oczyścić z błędów cały świat, aby razem służył Bogu. Dowodem na to jest, że cały świat jest obecnie przepełniony ideą Mesjasza, duchem Tory i przykazań.

### „List do Jemeńczyków”
To dzieło Majmonidesa zostało napisane około 1172 dla kolonii żydowskiej w Jemenie, która zmuszana była w tym czasie przez Arabów do przejścia na islam. Jezus wymieniony jest jako jedna (obok św. Pawła i Mahometa) z osób, usiłujących zmusić Żydów za pomocą podboju i kontrowersji do porzucenia ich wiary. Jezus nazwany jest nieślubnym synem poganina i Żydówki, który „omamił” ludzi, że jest prorokiem i Mesjaszem, aby anulować „prawa Boga” i zniszczyć judaizm. Jego plany starali się udaremnić „błogosławieni mędrcy”, skazując Jezusa. Majmonides podkreśla, że Jezus nie spełnił proroctw, dotyczących Mesjasza.

### Barcelońska dysputa Nachmanidesa
W 1263 w Barcelonie, rabin Nachmanides wziął udział w dyspucie z Pablo Christianim, który twierdził, że może udowodnić prawdziwość misji Jezusa na podstawie Talmudu i innych dzieł judaizmu. Nachmanides udowodnił na podstawie tych dzieł, iż misja Jezusa była sprzeczna z zapowiedziami proroków i niezgodna z wiarą i tradycjami Żydów. Podkreślił, że Jezus nie przyniósł ludziom pokoju i sprawiedliwości (jak powinien to zrobić Mesjasz), a wręcz przeciwnie, nasilił wojny i konflikty. Zwrócił uwagę, że kwestia Mesjasza jest znacznie mniej istotna dla Żydów, niż chrześcijanie sobie wyobrażają, ponieważ dla Żyda obecne życie w poniżeniu i ucisku daje więcej zasługi przed Bogiem, niż dałoby życie w „erze pokoju” po nadejściu Mesjasza.

## Czasy współczesne

### Joseph Klausner
Ten historyk żydowski w książce Jesus of Nazareth. His Time, his Life, his Teaching (Jezus z Nazaretu. Jego czasy, jego życie, jego nauka.) (Londyn, 1925) uznaje Nowy Testament za dokument o ograniczonej wartości historycznej. Analizując tekst z punktu widzenia judaizmu doszedł do wniosku, iż Jezus inspirował się naukami rabinów faryzejskich: Hillela i Ben Akiby. W opinii Klausnera Jezus faktycznie nie uważał siebie za „wcielonego Boga” ani za „syna Boga”; rzekome potępienie faryzeuszy Klausner uznał za późniejszy dodatek do tekstu, z epoki, gdy chrześcijanie pochodzenia żydowskiego zostali wykluczeni z synagog. Uczony podkreśla, iż właściwym twórcą chrześcijaństwa nie był Jezus (który zawsze pragnął być prawowiernym Żydem), lecz Paweł z Tarsu.

### Jules Isaac
W książce Jésus et Israël (Jezus i Izrael) (Paryż, 1948) wskazał na wspólną tradycję judaizmu i chrześcijaństwa (które łączy postać Żyda-Jezusa) i podkreślił, że obie religie powinny jak najściślej ze sobą współpracować.

### Hugh J. Schonfield
W kontrowersyjnej książce The Passover Plot Hypothesis (Hipoteza spisku paschalnego), (1965) rozwija teorie i koncepcje
chrystologiczne islamskiej sekty Ahmadija (ten ostatni twierdził, że śmierć Jezusa na krzyżu była tylko pozorna). Jego zdaniem Jezus pragnął być uznany przez Żydów za Mesjasza i w tym celu (współdziałając z Łazarzem i Józefem z Arymatei) najpierw dokonywał pozornych cudów, a potem chciał ponieść „udawaną” śmierć na krzyżu, aby potem pozornie zmartwychwstać. Jednak plan nie powiódł się, ponieważ rzymski żołnierz naprawdę zabił Jezusa, wbijając mu w bok włócznię. Zaufanie uczniów do Jezusa było jednak tak duże, że z łatwością uznali innego, podstawionego mężczyznę za zmartwychwstałego Mistrza.

### David Flusser
Jego dzieło: Jésus (Paryż, 1970) analizuje Nowy Testament zgodnie z wytycznymi Klausnera, jednak w swoich wnioskach idzie jeszcze dalej udowadniając, że żaden z opisanych czynów Jezusa (nawet tak drobny jak rozgniecenie kłosa zboża w szabat) faktycznie nie był sprzeczny z prawem Tory. Podkreśla, że poglądy Jezusa odzwierciedlały zasadniczo ówczesną doktrynę faryzejską i klasyczną teologię Esseńczyków.
Flussner zauważył, że Jezus jest typowym reformatorem judaizmu, który właściwie nie interesuje się poganami i swoją misję kieruje wyłącznie do Żydów.

### Geza Vermes
W książce Jesus the Jew (Żyd Jezus), (Londyn, 1973) uznał Jezusa za przedstawiciela tzw. hassidim z czasów Machabeuszy, bliskiego poglądom Honiego i Haniny ben Dosy.

### Judaizm mesjanistyczny
Podobnie jak w starożytnym judeochrześcijaństwie, obecni sukcesorzy nazareńczyków znani jako Żydzi Mesjanistyczni, łączą judaizm z wiarą w Jezusa jako Mesjasza. Wyznawcy tego kierunku nie są jednak uznawani za żydów przez pozostałych wyznawców judaizmu. Również prawo cywilne państwa Izrael nie uznaje ich (konwertytów którzy przejdą na tę wiarę) za Żydów. Wśród przedstawicieli żydów mesjanistycznych wskazać można m.in. organizację „Jews for Jesus” oraz pojedyncze, szczególnie aktywne medialnie postacie, takie jak Michael Brown czy Kirt Schneider. Ich działalność polega przede wszystkim na ewangelizacji w perspektywie nadchodzących czasów ostatecznych, których sygnały skrupulatnie się odnotowuje w nawiązaniu do dosłownie odczytanych fragmentów Biblii. Żydzi mesjanistyczni postrzegają Jezusa jako wcielonego Syna Bożego, jedną z trzech osób boskich oraz mesjasza, który zginął za grzechy całej ludzkości.

### Dabru emet
W 2000 roku ogłoszony został dokument Dabru emet, będący „żydowską deklaracją na temat chrześcijan i chrześcijaństwa”. Tekst powstał w środowisku żydowskich intelektualistów podzielonych różnymi nurtami, połączonych jednak wolą kształtowania pozytywnych relacji z chrześcijaństwem. W Dabru emet podkreśla się tożsamość Boga judaizmu i chrześcijaństwa czy znaczenie wspólnej Biblii jako źródła „duchowego ubogacenia”. Dokument podkreśla też konieczność poszukiwania tego, co łączy żydów i chrześcijan przy równoczesnej akceptacji kwestii, które zostają uznane jako nierozstrzygalne. Tak bowiem pisze się o postaci Jezusa w pkt. 6:
Chrześcijanie poznają Boga i służą mu poprzez Jezusa Chrystusa i tradycję chrześcijańską. Żydzi poznają Boga i służą mu poprzez Torę i tradycję żydowską. Ta różnica nie będzie przezwyciężona przez jedną ze wspólnot poprzez wmawianie, że to ona zinterpretowała Pismo bardziej właściwie niż inni. Nie będzie też przezwyciężona przez użycie przewagi politycznej. Żydzi mogą szanować chrześcijańską wierność ich objawieniu, tak jak my oczekujemy od chrześcijan szacunku dla naszego objawienia. Ani żyda, ani chrześcijanina nie należy zmuszać do afirmacji nauczania drugiej wspólnoty.

## Przyczyny negowania w judaizmie roli Jezusa

### Jedność Boga
- w judaizmie Bóg jest bytem niepojmowalnym, jedynym i niepodzielnym. Bóg nie może dzielić się na 2 (dualizm) lub 3 Osoby (Trójca Święta), ani tym bardziej płodzić syna. Taka koncepcja uznawana jest za pogańską. Tora (V Mojż. 6:4) wyraźnie podkreśla: Pan jest naszym Bogiem, Pan jest jeden.
- Bóg – stwórca materii, czasu i przestrzeni, sam nie podlega prawom swojego stworzenia i w związku z tym nie może rodzić się i umierać.
- Talmud jerozolimski stwierdza, iż człowiek popełnia herezję, twierdząc, że jest Bogiem (Ta’anit 2:1): jeśli człowiek twierdzi, że jest Bogiem, jest kłamcą.
- w XII wieku Majmonides w „13 zasadach wiary” podkreślił, że Bóg jest jednością „niepodobną do żadnej innej wyobrażalnej jedności”, tzn. nie może być pojmowany jako część pary, grupy lub jedności złożonej z wielu elementów.
- zdaniem części teologów używane przez Jezusa określenie „mój Ojciec w niebie” jest typowym żydowskim zwrotem poetyckim i niesłusznie zostało odczytane w dosłownym sensie.

### Mesjasz w judaizmie
Teolodzy judaizmu uważają, iż Jezus nie może być Mesjaszem, ponieważ ich zdaniem nie wypełnił proroctw Izajasza i Ezechiela:
- Izajasz twierdził, iż Mesjasz miał odbudować Świątynię, spowodować powrót wszystkich Żydów do ojczyzny, rządzić jako król i rozpocząć „epokę pokoju i sprawiedliwości”, w której inne narody uznają zło, jakie wyrządziły „narodowi wybranemu”.
- według Ezechiela Mesjasz ma odrodzić naród żydowski.

### Prawdziwy prorok
- Zgodnie z zasadami judaizmu prawdziwy prorok Boga musi nauczać zgodnie ze słowami Boga, zawartymi w Torze; nie może głosić innej natury Boga, nie może twierdzić, iż Bóg zmienił swoje dotychczasowe „odwieczne” postanowienia.
- Tanach (Biblia) opisuje 2 rodzaje fałszywych proroków: jeden głosi bałwochwalstwo, drugi naucza w imieniu Boga Izraela, ale twierdzi że dotychczasowe słowa boże i przykazania nie mają już zastosowania (lub wypowiada się fałszywie w imieniu Boga).
- Nawet osoba dokonująca nadnaturalnych czynów i znaków nie jest uznana za proroka, jeśli zaprzecza biblijnym prawom.
- W Talmudzie wyrażona jest opinia, iż po Malachiaszu nie było więcej proroków w Izraelu, co wskazuje na nieuznanie Jezusa za proroka.

### Indywidualność zbawienia
- Judaizm odrzuca możliwość pokuty albo jakiejkolwiek indywidualnej ofiary, która zdolna byłaby zbawić inne osoby. Każdy sam odpowiada za swoje uczynki przed Bogiem. Z tego punktu widzenia ofiara z życia Jezusa nie mogła przyczynić się do zbawienia innych ludzi.
- Judaizm nie koncentruje się na szukaniu dróg do zbawienia w przyszłym życiu po śmierci. Raczej stara się podkreślić ważność życia na Ziemi, zgodnie z prawem bożym dla „narodu wybranego”, który ma być wzorem dla innych narodów. Nie istnieje pojęcie judaizmu jako „jedynej drogi do zbawienia”.